# Lestodiplosis luzonensis
Lestodiplosis luzonensis är en tvåvingeart som först beskrevs av Ephraim Porter Felt 1918.  Lestodiplosis luzonensis ingår i släktet Lestodiplosis och familjen gallmyggor.
Artens utbredningsområde är Filippinerna. Inga underarter finns listade i Catalogue of Life.